# Sacri Cuori di Gesù e Maria
Sacri Cuori di Gesù e Maria är en kyrkobyggnad och titelkyrka i Rom, helgad åt Jesu och Jungfru Marie heliga hjärtan, det vill säga Jesu heliga hjärta och Jungfru Marie obefläckade hjärta. Kyrkan är belägen vid Via Magliano Sabina i quartiere Trieste och tillhör församlingen Sacri Cuori di Gesù e Maria.

## Historia
Kyrkan uppfördes under 1950-talet efter ritningar av arkitekterna Mario Paniconi och Giulio Pediconi. Kyrkan konsekrerades den 18 mars 1957 av ärkebiskop, sedermera kardinal, Luigi Traglia.

## Exteriören
Fasaden har en protyrus med en terrakotta-relief föreställande Korsfästelsen, utförd av skulptören Alfio Castelli (1917–1992). Fasadens stil beskrivs som en modernistisk tolkning av nyromanik.

## Interiören
Över högaltaret ses en rund polykrom mosaik, vilken framställer Jesu och Marie heliga hjärtan. Målningarna vid korsvägsstationerna är ett verk av Sergio Marcelli.

## Titelkyrka
Tor Fiorenza

Tor Fiorenza syftar på ett torn beläget vid Via Salaria. Detta torn gav namn åt en befäst gård från 1600-talet. Fram till och med 1930-talet kunde här barn med anemi dricka färsk mjölk och oxblod.
Kyrkan stiftades som titelkyrka med titeln Sacri Cuori di Gesù e Maria a Tor Fiorenza av påve Franciskus år 2015.
Kardinalpräster
- Edoardo Menichelli: 2015–